# William Goode (Politiker)

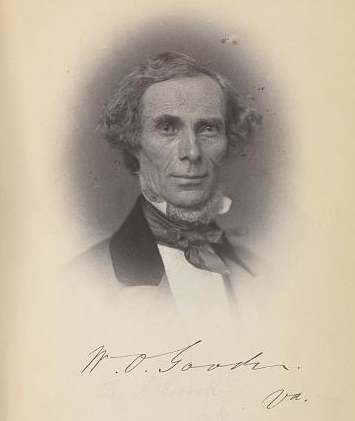
William Goode

William Osborne Goode (* 16. September 1798 in Inglewood, Mecklenburg County, Virginia; † 3. Juli 1859 in Boydton, Virginia) war ein US-amerikanischer Politiker. Zwischen 1841 und 1859 vertrat er zwei Mal den Bundesstaat Virginia im US-Repräsentantenhaus.

## Werdegang
William Goode besuchte die öffentlichen Schulen seiner Heimat und studierte danach bis 1819 am College of William & Mary in Williamsburg. Nach einem anschließenden Jurastudium und seiner 1821 erfolgten Zulassung als Rechtsanwalt begann er in Boydton in diesem Beruf zu arbeiten. Gleichzeitig schlug er eine politische Laufbahn ein. Im Jahr 1822 sowie von 1824 bis 1832 saß er im Abgeordnetenhaus von Virginia. Zwischen 1829 und 1830 gehörte er einer Delegation zur Überarbeitung der Verfassung von Virginia an. In den 1820er Jahren schloss er sich der Bewegung um den späteren US-Präsidenten Andrew Jackson an. Er wurde Mitglied der von diesem 1828 gegründeten Demokratischen Partei. Im Jahr 1832 kandidierte er noch erfolglos für den Kongress. Zwischen 1839 und 1852 war er mehrfach Abgeordneter im Staatsparlament. Dabei fungierte er drei Mal als Präsident des Hauses.
Bei den Kongresswahlen des Jahres 1840 wurde Goode im vierten Wahlbezirk von Virginia in das US-Repräsentantenhaus in Washington, D.C. gewählt, wo er am 4. März 1841 die Nachfolge von Walter Coles antrat. Da er im Jahr 1842 auf eine erneute Kandidatur verzichtete, konnte er bis zum 3. März 1843 zunächst nur eine Legislaturperiode im Kongress absolvieren. Diese Zeit war von den Spannungen zwischen Präsident John Tyler und den Whigs geprägt. Außerdem wurde damals bereits über eine mögliche Annexion der seit 1836 von Mexiko unabhängigen Republik Texas diskutiert.
Im Jahr 1852 wurde William Goode erneut im vierten Distrikt seines Staates in den Kongress gewählt, wo er am 4. März 1853 Thomas Stanley Bocock ablöste. Nach drei Wiederwahlen konnte er bis zu seinem Tod am 3. Juli 1859 im Parlament verbleiben. Diese Zeit war von den Ereignissen im Vorfeld des Bürgerkrieges bestimmt. Seit 1857 war Goode Vorsitzender des Ausschusses zur Verwaltung des Bundesbezirks District of Columbia.